# Federkonstante
Die Federkonstante, auch Federsteifigkeit, Federhärte, Federrate, Richtgröße oder Direktionskonstante genannt, gibt das Verhältnis der auf eine Feder wirkenden Kraft zur dadurch bewirkten Auslenkung der Feder an. Im Gegensatz zur Steifigkeit im üblichen Sinn bezieht sich die Federsteifigkeit nicht auf die Dehnung der Feder (Verlängerung im Verhältnis zur Länge). Mit Auslenkung ist die absolute Verlängerung der Feder oder ihre Verdrehung gemeint.
Nur bei linearen Federn ist die Kraft proportional zur Auslenkung.
Der Begriff Feder„konstante“ ist unglücklich gewählt, da es sich um keine Materialkonstante und keine physikalische Konstante handelt. Sie gilt immer nur für eine bestimmte Feder.

## Definition

Federdehnung durch Gewichtskraft (sowie Parallelschaltung von Federn).

Nach dem hookeschen Gesetz ist die Federkraft {\displaystyle F} einer Feder proportional zur Auslenkung {\displaystyle \Delta L}. Der Proportionalitätsfaktor {\displaystyle D} wird Federkonstante genannt. Es gilt also die Beziehung
{\displaystyle F=D\,\Delta L\,.}
Statt des Buchstabens {\displaystyle D} wird auch {\displaystyle k} oder {\displaystyle c} für die Federkonstante verwendet.

## Berechnung
Die Federkonstante hängt sowohl von Material und Form der Feder als auch von der Belastungsrichtung ab. So beträgt sie z. B. für einen Stab der Länge {\displaystyle L_{0}} mit Querschnittsfläche {\displaystyle A} bei einer Zug- oder Druckkraft {\displaystyle F} in Längsrichtung des Stabes:
{\displaystyle D={\frac {E\,A}{L_{0}}}\,.}
Dabei bezeichnet {\displaystyle E} den Elastizitätsmodul, welcher eine Materialeigenschaft ist. {\displaystyle E\cdot A} ist in diesem Fall die Dehnsteifigkeit.
Die Federkonstante einer Schraubenfeder ist:
{\displaystyle D={\frac {G\cdot d_{\mathrm {D} }^{4}}{8\cdot d_{\mathrm {F} }^{3}\cdot n}}}
mit
{\displaystyle d_{\mathrm {D} }=} Drahtdurchmesser
{\displaystyle d_{\mathrm {F} }=}  mittlerer Federdurchmesser
{\displaystyle n=} federnde Windungen
{\displaystyle G=} Schubmodul (für Federstahldraht i. d. R. G = 81500 N/mm², laut DIN EN 13906-1:2002)

## Messung
Eine direkte Bestimmung der Federkonstante erhält man durch einen Zugversuch, bei dem man eine Kraft {\displaystyle F} anlegt und die Auslenkung bzw. Längenänderung {\displaystyle \Delta L=L-L_{0}} in Richtung der angelegten Kraft misst. Daraus ergibt sich die Federkonstante zu
{\displaystyle D={\frac {F}{\Delta L}}\,.}
Die Federkonstante {\displaystyle D} einer Zugfeder oder Druckfeder wird üblicherweise in der Einheit Newton/Meter angegeben:
Die Beschreibung einer Feder durch ihre Federkonstante ist eine in der Praxis nützliche und zumeist ausreichend genaue Näherung. Die Kraft-Abstands-Kurve benachbarter Atome, auf der das elastische Verhalten der festen Stoffe basiert, ist im Bereich elastischer Verformung nahezu linear und somit durch das Hookesche Gesetz beschreibbar.
Indirekt kann man die Federkonstante über die Messung der Periodendauer eines Federpendels bestimmen.

## Federn mit nichtlinearer Federsteifigkeit
Die Federkonstante gewöhnlicher Metallfedern bleibt über einen weiten Bereich gleich. Das heißt, die zur Auslenkung nötige Kraft ist proportional zur Auslenkung.
Bei Luftfedern erhöht sich die Kraft demgegenüber überproportional (exponentiell) mit der Auslenkung. Die Federkonstante steigt ebenfalls mit der Auslenkung an, da Luftfedern eine sogenannte progressive Charakteristik haben.
Durch besondere Gestaltung – etwa durch einen veränderten Windungsdurchmesser oder -Winkel – lassen sich auch Stahlfedern herstellen, deren Kraft-Weg-Zusammenhang nicht linear ist: Zuerst federt der weiche Bereich ein, und wenn dessen Windungen aufliegen, kommt der härtere Bereich zur Wirkung. 

Federn in Fahrzeugen sollen gegen Ende des Federwegs versteifen, um einerseits ein Durchschlagen der Radaufhängung an die Karosserie zu verhindern, und um andererseits die Eigenfrequenz des Aufbaus bei steigender Zuladung konstant zu halten. Dies wird häufig durch zusätzliche Gummiformkörper erreicht, welche die Radaufhängung weich anschlagen lassen. Eine weitere Variante besteht in parallelgeschalteten Luftfedern.
Bei Teleskopgabeln an Motorrädern wirkt das begrenzte Luftvolumen als Anschlag-Dämpfer, das zudem – durch Einstellung des Öl-Niveaus – auf die Feder bzw. das Fahrzeug-Gewicht abgestimmt werden kann.
Bei Metallfedern, die ein Drehmoment ausüben (z. B. Spiralfedern in mechanischen Uhren, Drehspulmesswerk und Federwerken, aber auch Drehstabfedern sowie Spannbänder in Messwerken und Drehpendeln), besteht ebenfalls ein nahezu linearer Zusammenhang zwischen Winkelauslenkung und Drehmoment. Ihre Federkonstante wird in Newtonmeter pro Winkelgrad angegeben. In Federwerken strebt man einen besonders flachen Verlauf der Drehmomentkennlinie an, was bei Spiralfedern z. B. durch einen von innen nach außen abnehmenden Querschnitt des Bandes oder durch einen sich beim Aufzug umkehrenden Wickelsinn erreicht wird.

## Kombination von Federn

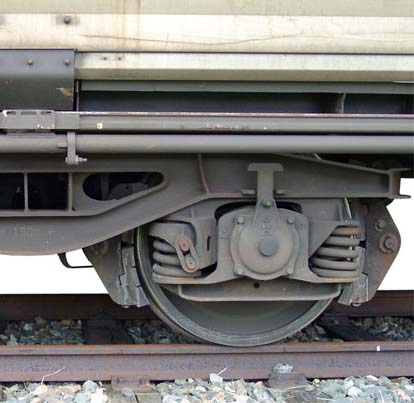
Zwei Schraubenfedern in Parallelschaltung
Mehrere Tellerfedern in Reihenschaltung

Beim Zusammenfügen mehrerer Federn kann man eine Federkonstante der Gesamtschaltung, die sogenannte Ersatzfederkonstante, angeben. 
Bei Parallelschaltung von {\displaystyle n} Federn mit Federkonstanten {\displaystyle D_{1},D_{2},\dots ,D_{n}} hat die Federkombination eine größere Federkonstante (ist also härter) als die härteste Einzelfeder. Die Ersatzfederkonstante berechnet sich als Summe der Einzelkonstanten
{\displaystyle D\,=\sum _{i=1}^{n}D_{i}\,=D_{1}+D_{2}+D_{3}+\cdots +D_{n}\ .}
In Reihenschaltung (z. B. Aneinanderhängen mehrerer Federn) hat die Federkombination eine kleinere Federkonstante (ist also weicher) als die weichste Einzelfeder. Die Ersatzfederkonstante ergibt sich aus 
{\displaystyle {\frac {1}{D}}=\sum _{i=1}^{n}{\frac {1}{D_{i}}}\,={\frac {1}{D_{1}}}+{\frac {1}{D_{2}}}+{\frac {1}{D_{3}}}+\cdots +{\frac {1}{D_{n}}}\ .}
Beispielsweise haben zwei aneinandergehängte gleiche Federn die halbe Federkonstante. Und zwei gleiche Federn nebeneinander gekoppelt haben die doppelte Federkonstante.